# Sumatrafasan
Der Sumatrafasan (Lophura hoogerwerfi) ist eine Hühnervogelart aus der Familie der Fasanenartigen, die in den Gebirgswäldern im Nordwesten Sumatras endemisch ist. Von vielen Autoren wird sie lediglich als Unterart des ebenfalls auf Sumatra heimischen Salvadorifasans (Lophura inornata) angesehen. Der Hahn wurde bislang nicht offiziell beschrieben, eine vorliegende Beschreibung basiert lediglich auf einer unzureichenden Sichtung. Typusexemplar war eine von zwei Ende der 1930er-Jahre gesammelten Hennen.
Das Artepitheton ehrt den niederländischen Ornithologen Andries Hoogerwerf.

## Beschreibung
Der Sumatrafasan erreicht eine Körperlänge von 46 bis 55 cm. Der Hahn dieser haubenlosen, kurzschwänzigen Art ist überwiegend bläulich schwarz gefärbt, die unbefiederte Augenregion ist rot. An den Federn der Oberseite finden sich unauffällige blaue Säume. Die Beine und Füße sind hellgrau.
Die Henne ist im Unterschied zur kastanienbraunen Henne des Salvadorifasans überwiegend dunkel rötlichbraun. Das Gefieder ist fein schwarz gewellt, die Kehle weißlich und die Unterseite verwaschen gelblichbraun. Im Unterschied zur Salvadori-Henne fehlen hier auch die hellen Schäfte und die isabellfarben-schwarz gesprenkelten Mittelstreifen. Der Schwanz ist schwarz, die Iris bernsteinfarben und die Beine sind dunkelgrau.

## Verbreitung und Bestand
Der Sumatrafasan ist im Nordwesten Sumatras endemisch. Die Art ist nur unzureichend beschrieben, es gibt nur wenige Sichtungen. Die Beobachtung eines Hahns stammt aus dem Nationalpark Gunung Leuser im Hochland von Gayo. 1979 wurden mehrere Familienverbände dort gesehen und 1998 wurde eine Henne nördlich vom Mount Leuser am Jagong-Fluss in der Region Beutong beobachtet. 1998/1999 wurden fünf Individuen beiderlei Geschlechts auf einem Markt in Medan entdeckt, die aus dem Gunung Leuser-Nationalpark stammten. Drei Paare wilden Ursprungs leben zurzeit in Gefangenschaft auf Java.
Es wird vermutet, dass der Bestand unter 10.000 Individuen liegt und durch Abholzung der Lebensräume bedroht ist. Die Art wird daher als „gefährdet“ (vulnerable) eingestuft.

## Lebensraum
Das Typusexemplar entdeckte im Frühjahr 1939 George Vanderbilt (1914–1961) in einem Primärwald mit wenig Unterwuchs am See Telaga Meluwak zwischen 1200 und 1400 m Höhe. Vermutlich handelte es sich um tropischen Regenwald der submontanen Stufe. Das Gelände wurde als hügelig beschrieben. Ein zweites Exemplar wurde auf 600 m Höhe geschossen. Die im Gunung Leuser-Nationalpark beobachteten Vögel bewegten sich auf spärlich bewachsenem Waldboden an relativ trockenen Hängen in einer Höhe zwischen 1200 und 2000 m.